# Fédération ivoirienne des échecs
La Fédération ivoirienne des échecs (FIDEC) est l'organisme qui a pour but de promouvoir la pratique des échecs en Côte d'Ivoire.
Affiliée à la Fédération internationale des échecs depuis 2000, la FIDEC est également membre de l'Association internationale des échecs francophones depuis le 14 mai 2013.